# Sandra Tillbom
Sandra Tillbom, född 1973, är en svensk sångerska, låtskrivare och barnboksförfattare.

## Biografi
Tillbom har medverkat i flera musikaler och shower så som ”Little shop of Horrors” (1995), ”Othello” (1999) och "Livet är en schlager" (2015). Hon har turnerat i flera år som bakgrundssångerska till artister som Phil Collins, Tommy Körberg och Lutricia McNeal, samt medverkat som sångerska på skivor med bland annat Ophelie Winter(en), Ayo, Fatima Rainey, Bimbo Boy och Jennifer Brown. Hon har även varit en del av husbandet på Casino Cosmopol och uppträtt med sina egna låtar tillsammans med ett niomannaband.
Sandra Tillbom är dotter till skådespelarna Britt-Louise Tillbom och Lasse Petterson.